# لوک هاردینگ
لوک دانیل هاردینگ (به انگلیسی: Luke Harding) (زاده ۲۱ آوریل ۱۹۶۸) یک روزنامه‌نگار بریتانیایی است که خبرنگار خارجی گاردین است. کتاب دولت مافیایی او در سال ۲۰۱۱ به تجربه او در روسیه و نظام سیاسی در دوران ولادیمیر پوتین می‌پردازد که او آن را یک دولت مافیایی توصیف می‌کند.